# ムルメ
ムルメ（Mhlume）は、エスワティニの都市。人口は8652人程度である（2005年）。

## 概要
エスワティニ王国北東部に位置し、行政的にはルボンボ地方に属する。

## 経済
ムルメの町の周辺には大規模なサトウキビ畑が広がっており、町にあるムルメ精糖の製糖工場が周辺の農村地帯からサトウキビを買い付け製糖している。この製糖工場は1970年代後半に建設された。